# Craiova
Craiova is een van de grootste Roemeense steden. De stad is de hoofdstad van het district Dolj en ligt in de regio Oltenië. Craiova wordt ook wel "de Olteense hoofdstad" genoemd. Gelegen aan de linkeroever van de Jiu en op ongeveer gelijke afstand van de Zuidelijke Karpaten als van de Donau, is zij de belangrijkste commerciële stad ten westen van Boekarest.

## Geografie
De gemeente Craiova ligt aan de oever van de Jiu, aan het eind van een heuvelachtige regio, op een hoogte tussen de 75 en 116 meter. Craiova ligt op de Roemeense Vlakte, maar om preciezer te zijn op de Olteense Vlakte die zich uitstrekt van de Donau tot aan de Olt en het Geticplateau. Ongeveer in het midden van Oltenië, ligt de stad op een afstand van 227 km van Boekarest en 68 km van de Donau. Een aparte vorm heeft de stad die erg onregelmatig is, vooral in het westen en noorden. Maar de 'binnenkant' van de stad, is juist erg compact.
Craiova heeft ongeveer hetzelfde reliëf als het hele district Dolj heeft, vooral bestaande uit vlakte. Richting het noorden van de stad is een zachte invloed te vinden van de heuvels, terwijl er richting het zuiden veel meer invloed is van kale grasvelden.

### Klimaat
Er heerst een continentaal klimaat dat typisch is voor de Roemeense vlakte, met submediterrane invloeden die Craiova te danken heeft aan zijn ligging in het zuidwesten van Roemenië. De gemiddelde jaartemperatuur ligt tussen de 10-11,5 °C. Er valt iets minder neerslag dan in de rest van de regio.

## Geschiedenis

### Oudheid
In het tegenwoordige Craiova bevinden zich nog ruïnes uit de oudheid van de Geto-Dacische stam de Peli. Deze ruïnes komen uit de jaren 400-350 voor Christus. Op deze plek hadden de Peli hun hoofdstad gesticht, Pelendava. Dit was voor het eerst vermeld in 225 na Christus op de kaart 'Tabula Peutingeriana'.
Het Romeinse kasteel bevond zich in de buurt van het Coșunaklooster waarvan de bouw begon rond 1442-1443.

### Betwisting van de afkomst van de naam
Waar de naam vandaan kan komen is een veelbesproken onderwerp. Een der legendes zegt: een ding kan met zekerheid gezegd worden, dat de naam van het Slavische "kral" (koning, rege en crai in het Roemeens) komt. Volgens sommigen moet de naam komen van "de Crai" Iovan (Ioniță Asan), de kleinste van de gebroeders Petrus en Asan, die voor enige tijd leider was van het Vlacho-Bulgaarse Rijk, maar zich daarna moest 'inkorten' tot het gebied ten noorden van de Donau, waarna hij "heer van vlachen van zijn eigen volk" was.
Behalve de antieke naam Pelendava en de huidige naam Craiova, droeg de plaats in de 7e en 8e eeuw de Latijnse naam Ponsoiona, wat "Brug op de Jiu" betekent.

### 14e-17e eeuw
Verscheidene historici, onder wie Nicolae Iorga, Bogdan Petriceicu-Hașdeu en Alexandru D. Xenopol beweren dat het grondgebied waar Craiova nu op ligt, de achtergrond was van de Slag van Rovine, die plaatsvond in de tijd van Mircea cel Bătrân.
In het eind van de 15e eeuw was Craiova een handelsplaats die grotendeels in handen was van de geslachten Craiovești en Basarab. Pas na 1550 werd Craiova een stad genoemd.
In de laatste decennia van de 15e eeuw werd de "Grote Ban van Craiova" in een relatief korte tijd de op een na belangrijkste politieke instelling van het land, na de Domn.
Tijdens het bewind van Michaël de Dappere begon Craiova steeds meer te bloeien. De stad werd een belangrijk politiek en militair centrum. Veel legers werden hier ge(her)groepeerd en de meeste anti-Ottomaanse acties vonden ook in Craiova plaats. De sterke legers bestonden vaak uit boeren van de Bojaren die de Ban van Craiova moesten dienen.

### 18e eeuw
In de 18e eeuw begon het "stadsleven" te ontwikkelen in Craiova. In 1735 bestonden er 836 families in Craiova. De plaats telde iets meer dan 4000 inwoners.
Tussen 1736 en 1770 werd Craiova de hoofdstad van een regio die geen reële onafhankelijke regering o.i.d. had, en waar haiduci als Iancu Jianu de dienst in uitmaakten. In deze periode onderging Craiova grote veranderingen waaronder in de institutie. De Ban van Craiova had bijvoorbeeld geen echte politieke macht meer. In 1761 werd de verblijfplaats van de Ban van Craiova door de 'domn' (vorst, de enige met een hogere rang dan de 'ban') verplaatst naar Boekarest.
In 1770-1771 kreeg Craiova zijn oude systeem terug, toen het de hoofdstad werd van het vorstendom Walachije. In die tijd werd Boekarest belegerd door Turkse en Russische troepen. Vorst Emanuel Giani-Ruset van Walachije ontvluchtte Boekarest, en vertrok naar Craiova waar hij voor een korte tijd bleef.
De economie van Craiova en de omgeving had aan het eind van de 18e eeuw en in het begin van de 19e eeuw heel wat te verduren. In 1790 vond er een aardbeving plaats, daarna brak er de zwarte dood uit in 1795, er was een grote brand in Craiova in 1796 en in 1806 veranderde Craiova in een slagveld toen een Turks leger onder leiding van Pazvan-Oglu uit Vidin de stad binnenviel.

### 19e eeuw
De eerste twee decennia van deze eeuw kende Craiova weer een bloeiende periode, economisch en urbanistisch. De commercie in Craiova breidde zich steeds meer uit. Ook cultureel en administratief werd Craiova steeds belangrijker.
In de tijd van de Walachijse Revolutie van 1821 werd Craiova de thuisbasis van de pandoeren onder leiding van Tudor Vladimirescu.
Tijdens de bezettingen van de Tsaar tussen 1824-1834, kende Craiova een tijd van belangrijke economische uitbreidingen. Craiova was het commerciële centrum van Oltenië, en exporteerde producten naar Oostenrijk en Turkije.
In het vierde decennium kreeg de stad meer hoop en minder onrust, na de Vrede van Adrianopel in 1829 en de Russisch-Turkse Oorlog van 1828-1829.
Rond 1848 telde Craiova ongeveer 20.000 inwoners.

## Demografie
Craiova telt 298.740 inwoners volgens cijfers uit 2010. De agglomeratie Craiova komt dichter bij de 400.000 inwoners (2005). Volgens de laatste volkstelling uit 2002, was 97,48% van Roemeense etniciteit, 1,5% was Roma (zigeuners) en 1% was van andere etniciteit. Volgens de gemeente Craiova die in 2005 haar bevolking telde, is 99,2% van de populatie van Roemeense etniciteit, 0,74% is Roma en 0,1% is van andere nationaliteit. De populatie is grotendeels Roemeens-orthodox, maar er bestaan ook een kleine en oude Rooms-katholieke Gemeenschap en een zeer kleine, en oude, Evangelische Gemeenschap. Eind 2021 was het aantal inwoners gedaald tot 234.140.

## Cultuur
Na Boekarest is Craiova de tweede stad met de meeste historische gebouwen, waaronder kerken, huizen, paleizen van Bojaren en andere.

### Kerken
Het terrein van Biserica Madona Dudu (Madona Dudukerk) en Catedrala Maicii Domnului (Kathedraal van Gods moeder) is de heilige plek van Craiova waar veel gelovigen komen. De kerk werd gebouwd tussen 1750 en 1756 en herbouwd in 1844 nadat de aardbeving van 1831 de kerk helemaal verwoestte. De schilderij die in de kerk te vinden is is gemaakt door Gheorghe Tătărescu. De kerk is genoemd naar een wonderenmakende icoon van Maria die - zoals de legende zegt - in een boom is gevonden op de plaats waar nu het altaar ligt.
De alleroudste constructie van Craiova en omgeving die nog heel is gebleven, is het klooster Coșuna - Bucovățul Vechi. Het klooster behoort tot de categorie 'religieuze monumenten van Walachije'. Een oude kaart bevestigt dat het klooster gebouwd is in 1483 (dit nemen ook historici waaronder Bogdan Petriceicu Hașdeu en Nicolae Iorga aan). Voor de bouw van Coșuna is steen en baksteen gebruikt die afkomstig zijn van de ruïnes van de Romeinse castrum Pelendava.
Een andere belangrijke kerk is Biserica Jitianu (Jitianukerk) die gemaakt is onder naam van Şerban Voievod (1654-1658). De Jitianukerk is meerdere keren gerestaureerd: in 1717, 1852, 1910, 1926 en in 1958. Tegenwoordig bevindt zich in het gebouw een rijke collectie aan middeleeuwse kunst uit Oltenië.
Andere belangrijke kerken zijn: Biserica Sfântul Ilie (Sint-Eliakerk), gebouwd in 1720 door Ilie Oteteleșanu en grote handelaars van de stad, beschilderd door Constantin Lecca tussen 1840-1841 en weer opnieuw beschilderd in 1893 door Gheorghe Ioanid en Gheorghe Tătărescu, Biserica Tuturor Sfinților (Aan alle Sinten-kerk) (1700), Biserica Sfântu Gheorghe Vechi (Oude Sint-Jan-kerk) (1730), Mănăstirea Obedeanu (Obedeanu-klooster) (1747), Biserica Mântuleasa (Mântuleasa-kerk) (1786), Biserica Sfântul Nicolae (Sint-Nicolaaskerk) (1794) en Biserica Evanghelică (Evangelische kerk) (1872).
Een opvallende plaats tussen de historische gebouwen is Catedrala Sfântul Dumitru (Sint-Dumitrukathedraal). Sfântul Dumitru is de beschermheilige en is ook afgebeeld op het wapen van Craiova. Gebouwd op een plaats waar veel oude kerken staan die gebouwd zijn in opdracht van de bojaren van het Craiovești-geslacht in het eind van de 15e eeuw (1483) of in het begin van de 16e eeuw, wordt Biserica Domnească (Vorstelijke Kerk) gezien als een creatie van Matei Basarab - volgens inscripties uit 1652. De huidige Sint-Dumitrukathedraal is gebouwd in 1889 op de plaats van een - door de aardbeving van 1840 - verwoeste kerk in het historische centrum. De kathedraal is ontworpen door de Franse architect Lecomte de Nouy. De schilderingen aan de binnenkant van de kathedraal zijn gemaakt tussen 1907 en 1933. De vroegere Biserica Domnească werd in 1940 een Roemeens-Orthodoxe Kerk. De icoon van de Sint-Dumitrukathedraal is gemaakt in Venetiaanse mozaïekstijl. Er bevinden zich waardevolle objecten in het gebouw, waaronder een Byzantijnse vaas uit de 15e eeuw.

### Universiteit
Craiova vormt reeds lang een universitair centrum van prestige van het Roemeense onderwijs. Het georganiseerde onderwijs werd hier in 1759 ingesteld door Constantin Obedeanu. In de lente van 1826 werd de school van Obedeanu hernoemd naar Școala Națională de Limba Română (Nationale School van de Roemeense Taal). Deze hogeschool is de op een na oudste Roemeense hogeschool, na hogeschool Sfântu Sava van Boekarest (1818).

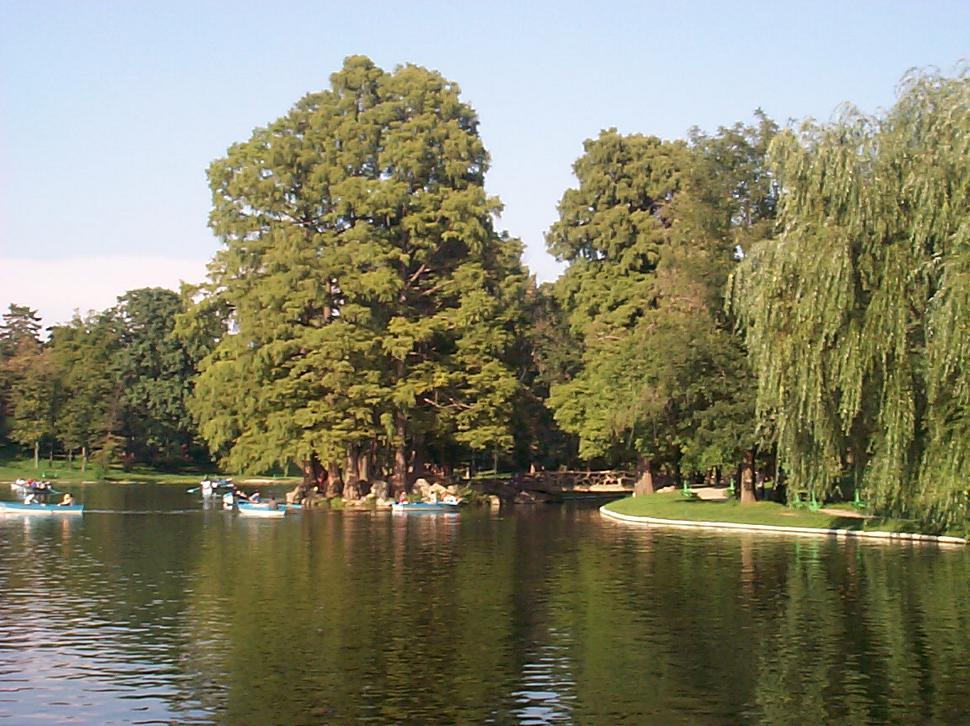
Nicolae Romanescupark

### Overige
Het museum van Oltenië is een van de bekendste musea van de stad. Opgericht in 1915, is het museum verdeeld in 3 secties: etnografie, geschiedenis en kennis van de natuur. In het museum is een rijke collectie van numismatiek en andere archeologische vondsten, oftewel historische objecten en documenten die de evenementen uit die tijd vertellen, te vinden. Het museum van Oltenië werd opgericht op basis van gelddonaties uit 1908.
In het Craiova uit de Groot-Roemeense tijd, oftewel het interbellum, wordt het zogeheten Casa Alba (Het Witte Huis) gebouwd aan een zijkant van een der centrale parken van Craiova - het "English Park" - naar ontwerp van Constantin Iotzu.
Het nationaal theater dat opgericht is in 1973 bevindt zich tussen de drie eerste theaters van Roemenië: Filharmonica din Stat Oltenia (Filharmonie van Oltenië), opgericht in 1947 (een plaats waar veel nationale en internationale festivals plaatsvinden), Teatrul de Operă (Operatheater) en Operetă Elena Theodorini.
Andere belangrijke, Craiovaanse, architecturale creaties zijn:
- Het Nicolae Romanescupark dat een aantal meertjes, restaurants, zomertheater, zeldzame boom- en plantsoorten, en een dierentuin bezit, die een van de grootste en mooiste van heel Europa is.
- De botanische tuin van Craiova, die een voorbereid initiatief was van de Craiovaanse botanicus Al. Buia. De tuin is een soort van studiecentrum voor een aantal studenten aan de universiteit, maar geldt ook mee als een recreatiefaciliteit. De botanische tuin beslaat zo'n 17 ha en is in 4 secties verdeeld.

Een ander toeristisch gebied is de Terasa (Lunca) Jiului (Terras (of Oever) van de Jiu), een compleet bebost park aan de linkeroever van de Jiu. Dit park beslaat 60 ha.

## Sport

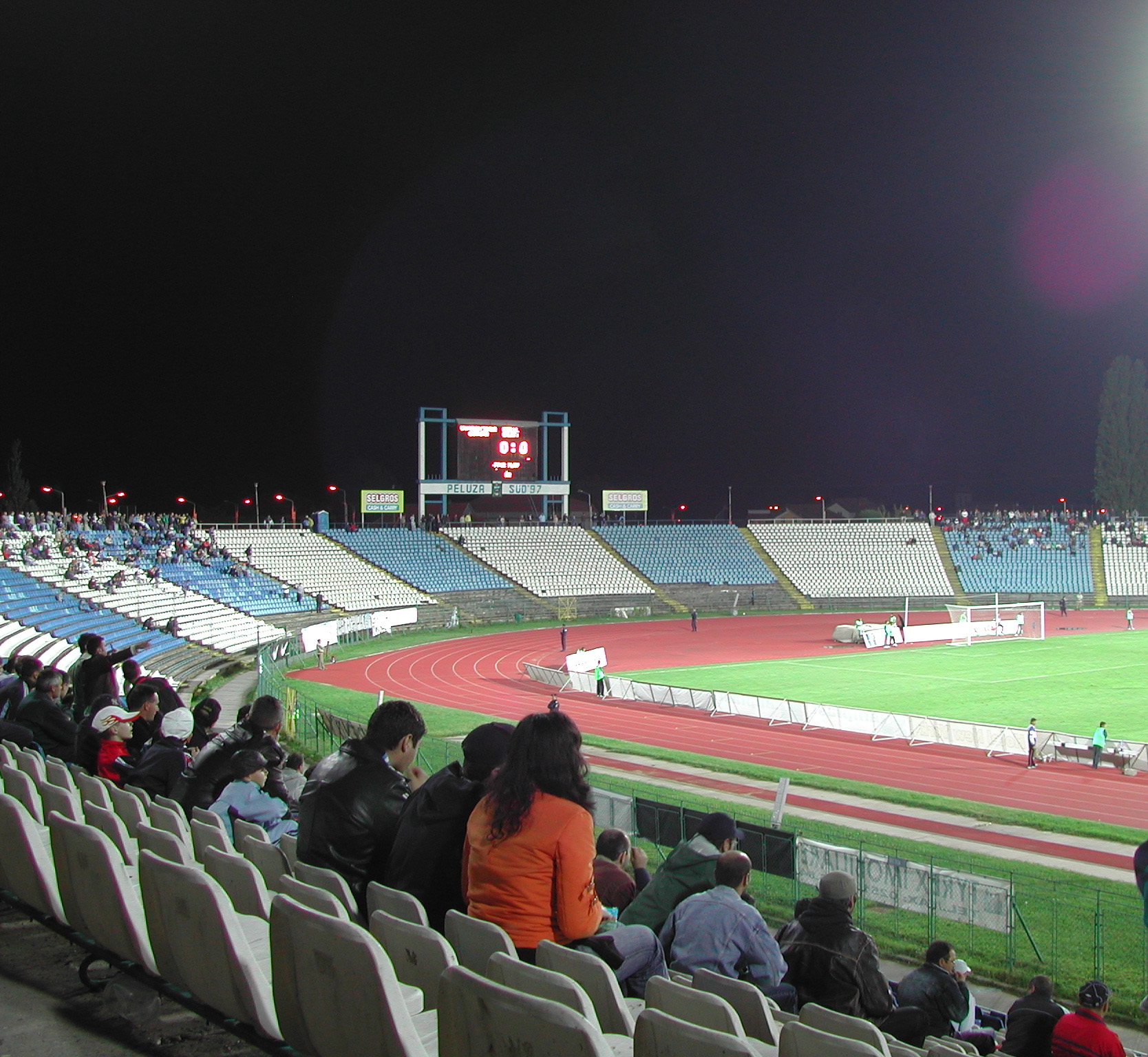
Het Ion Oblemencostadion

Voetbalclub CS Universitatea Craiova werd in 1974, 1980, 1981 en 1991 landskampioen van Roemenië. Nadat de universiteit de voetbalafdeling sloot ging deze verder als FC Universitatea Craiova, deze club ging failliet in 2014. Intussen werd CS heropgericht en kreeg na rechtszaken de geschiedenis tot 1991 toegewezen. In 2017 werd FC ook heropgericht als FC U Craiova 1948. CS Universitatea Craiova speelt in het Ion Oblemencostadion.

## Samenwerkingsverbanden

### Zustersteden
- Kuopio
- Nanterre
- Shiyan
- Skopje
- Vratza

### Partnersteden
- Lyon
- Uppsala

## Beroemde (ex-)inwoners
- Theodor Aman
- Corneliu Baba (1906-1997), kunstschilder (portrettist engenreschilder) en boekillustrator
- Constantin Brâncuși (1876-1957), Roemeens beeldhouwer
- Anina Ciuciu (1990), Frans auteur
- Michaël de Dappere (1558-1601), Roemeens volksheld
- Alexandru Macedonski
- Ion Maiorescu
- Jean Negulesco (1900-1993), Amerikaans filmregisseur en scenarist van Roemeense afkomst
- Amza Pelea
- Liviu Prunaru (1969) violist en concertmeester van het Koninklijk Concertgebouworkest Amsterdam
- Nicolae Romanescu
- Marin Sorescu
- Adrian Stoian (1991), Italiaans voetballer
- Simion Stoilow
- Gheorghe Țițeica
- Nicolae Titulescu
- Ion Tuculescu
- Nicolae Vasilescu-Karpen
- Tudor Vladimirescu (1780-1821), Roemeens revolutionair